# 영산강유역환경청

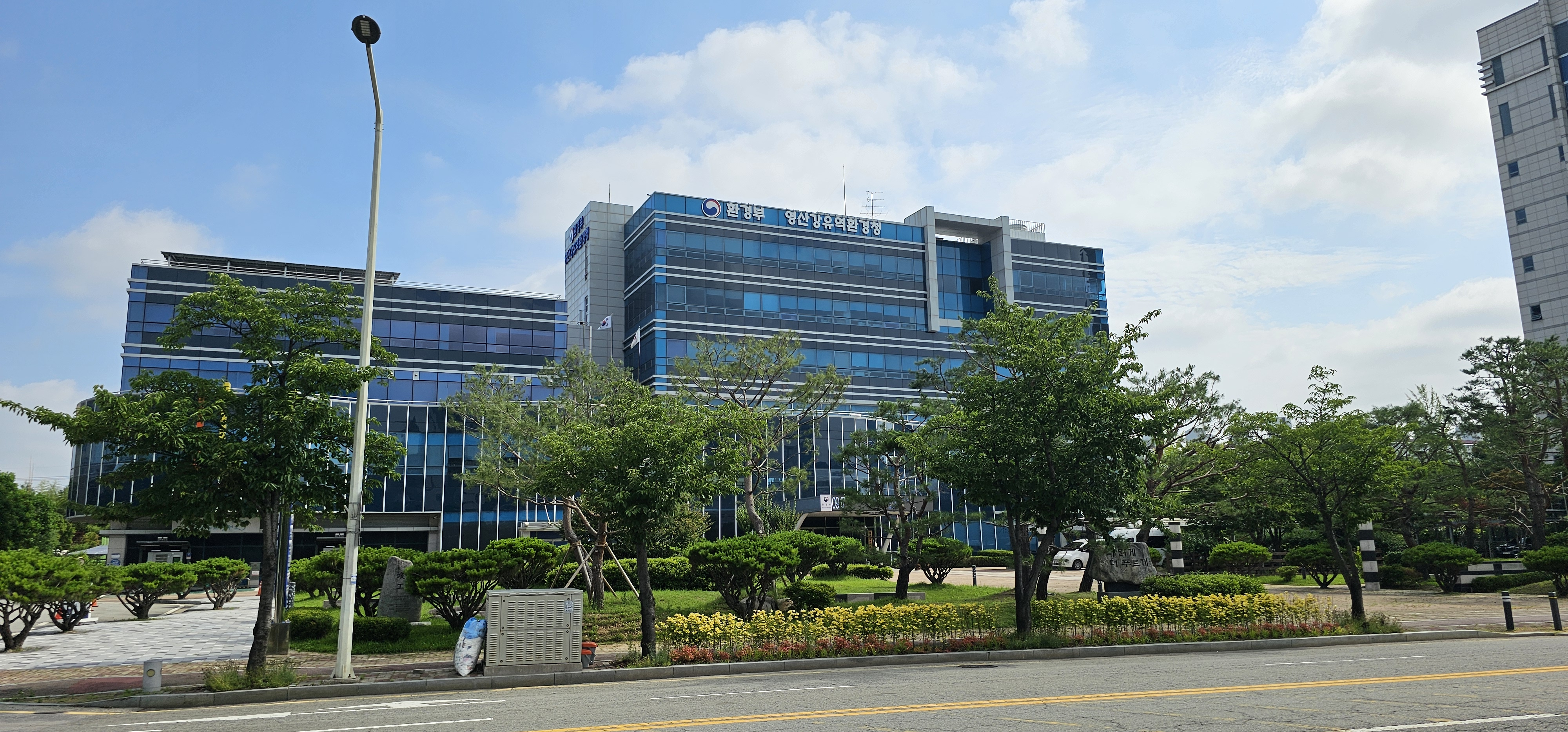
영산강유역환경청

영산강유역환경청(榮山江流域環境廳)은 대한민국 환경부의 소속기관이다. 2002년 8월 8일 발족하였으며, 광주광역시 서구 계수로 31에 위치하고 있다. 청장은 고위공무원단 나등급에 속하는 일반직공무원으로 보한다.

## 직무
- 보안·문서·인사·관인 관리·예산·결산 및 회계에 관한 사항
- 생태계보전지역의 관리 및 자연환경보전·이용시설의 설치·운영 등 자연환경에 관한 사항
- 도립공원·군립공원의 계획결정·변경 시의 자연환경영향평가결과 협의
- 백두대간 보호지역에서의 개발행위에 대한 사전협의
- 전략환경영향평가, 소규모 환경영향평가, 환경영향평가 협의 및 사후관리에 관한 사항
- 녹색기업 지정을 위한 검토 등 환경산업에 관한 사항
- 상수원관리지역의 관리실태평가 등 수계관리에 관한 사항
- 환경기초시설의 운영 및 관리 실태조사에 관한 사항
- 지정폐기물 배출업체에 대한 환경지도
- 영향권별 환경보전계획의 수립·시행
- 수질·토양·지하수측정망 설치·운영 및 환경오염 채취시료 시험분석·관리에 관한 사항
- 수질오염 총량관리 및 수변구역의 관리에 관한 사항
- 대기환경 규제지역 실천계획 추진실적 평가에 관한 사항
- 수계관리위원회의 운영 및 업무지원
- 상수원 수질보전 및 환경오염원 관리를 위한 특별지도·점검
- 환경사범 수사·송치 등 환경수사에 관한 사항
- 화학물질 보고·관리, 유해화학물질 함유제품 신고·관리, 등록 의무 불이행 조치 및 위해우려제품 사후관리에 관한 사항
- 화학물질 통계 조사 및 배출량 조사
- 유해화학물질 취급 및 취급시설 관리
- 화학사고·테러 대응 및 영향조사에 관한 사항

## 연혁
- 1980년 5월 2일: 환경청 소속으로 광주환경측정관리사무소 설치.
- 1986년 10월 29일: 광주지방환경지청으로 개편.
- 1990년 1월 3일: 환경처 소속 광주지방환경청으로 개편.
- 1992년 7월 1일: 전주환경출장소와 제주환경출장소 설치.
- 1994년 5월 4일: 영산강환경관리청으로 개편. 순천환경출장소를 설치하고, 전주출장소를 전주지방환경관리청으로 개편하여 분리.
- 1994년 12월 23일: 환경부 소속으로 변경.
- 1997년 2월 13일: 순천환경출장소를 여천환경출장소로 개편.
- 1998년 2월 28일: 여천환경출장소를 여수환경출장소로 개편.
- 1999년 5월 24일: 영산강유역환경관리청으로 개편.
- 2002년 8월 8일: 영산강유역환경청으로 개편.
- 2006년 7월 1일: 제주환경출장소 폐지.
- 2009년 2월 25일: 여수환경출장소 폐지.

## 관할구역
- 광주광역시
- 전라남도
- 경상남도 하동군·남해군
- 제주특별자치도

## 조직

### 청장
- 총무과[1]

환경관리국
- 환경관리과[1]
- 자연환경과[3]
- 환경평가과[3]
- 자원순환과[3]
- 측정분석과[4]

유역관리국
- 유역계획과[3]
- 상수원관리과[3]
- 수질총량관리과[3]
- 수생태관리과[3]

하천국
- 하천계획과[3]
- 하천공사1과[3]
- 하천공사2과[3]
- 하천관리과[3]

화학안전관리단
대기환경관리단
환경감시단